# Museu de Dubai

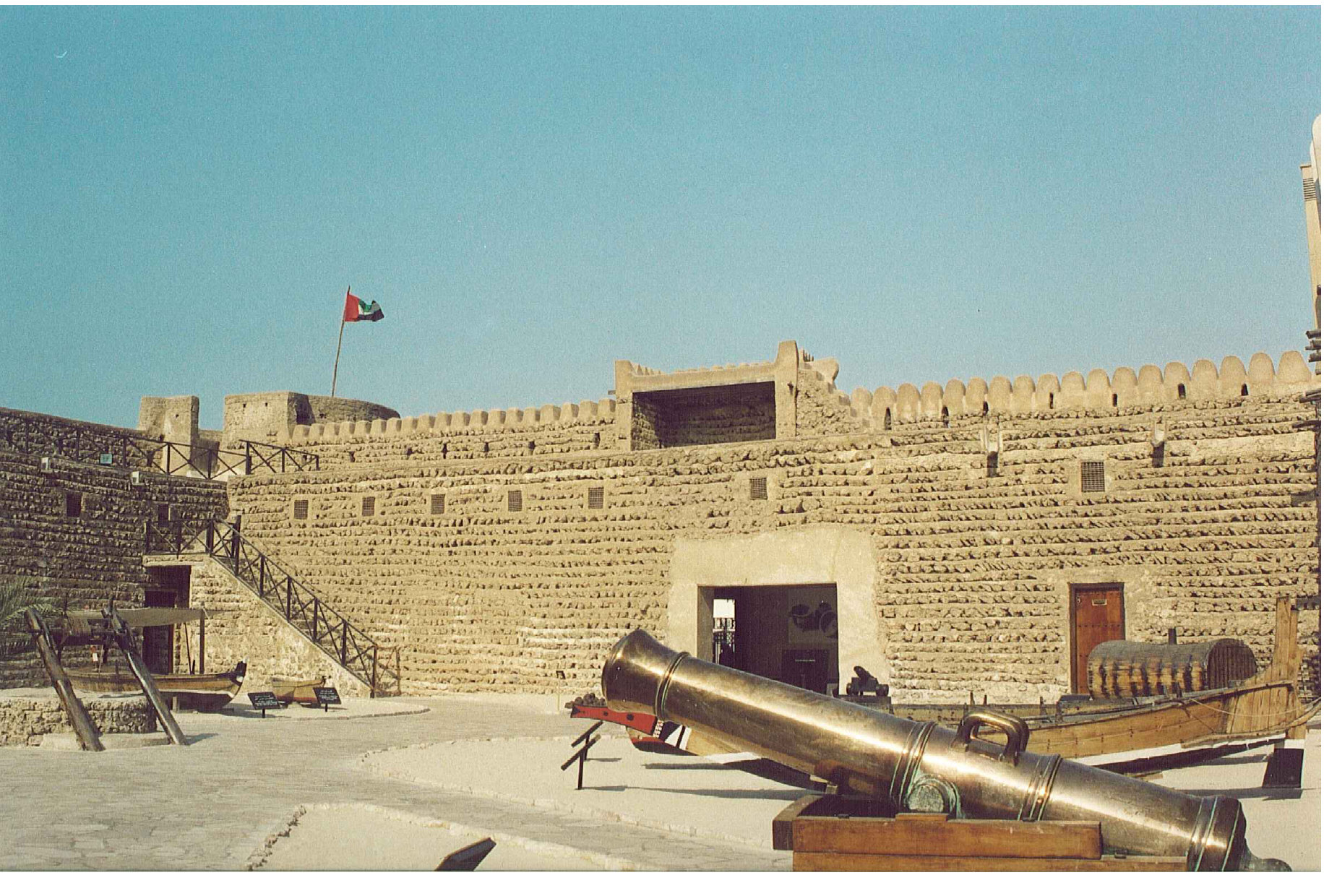

O Museu de Dubai é o principal museu de Dubai, nos Emirados Árabes Unidos. Está localizado no Forte Al Fahidi, construído em 1787 e que se pensa ser a mais antiga construção em Dubai.
O museu foi aberto pelo governador de Dubai, em 12 de maio de 1971, com o objectivo de apresentar o modo de vida tradicional no Emirado de Dubai. Inclui local antiguidades, bem como artefatos dos países asiáticos e africanos negociados com Dubai. Também inclui vários dioramas mostrando vida no emirado antes do advento do petróleo. Para além de artefatos de recentes descobertas tão antiga quanto 3.000 a.C.. Em 2007, o Museu de Dubai recebeu 1.800 visitantes diariamente, com um total anual de 611.840 visitantes. Em março de 2008, o Museu teve 80.000 visitantes. Os tempos mais populares são de agosto a abril. O Museu recebeu mais de 1 milhão de visitantes no ano de 2013. A área total do museu de Dubai é de 4.000 metros quadrados.

## História
O Forte de Al Fahidi foi construído em várias fases. A mais antiga torre foi construída em torno de 1787 e que se pensa ser a mais antiga construção em Dubai que existe ainda hoje. O forte foi utilizado para guardar a terra abordagens para a cidade de ataques de tribos vizinhas. Também tem servido, por diversas vezes ao longo da história como a sede do governo, a residência do governador, uma loja de munições, e uma prisão.

## Galeria

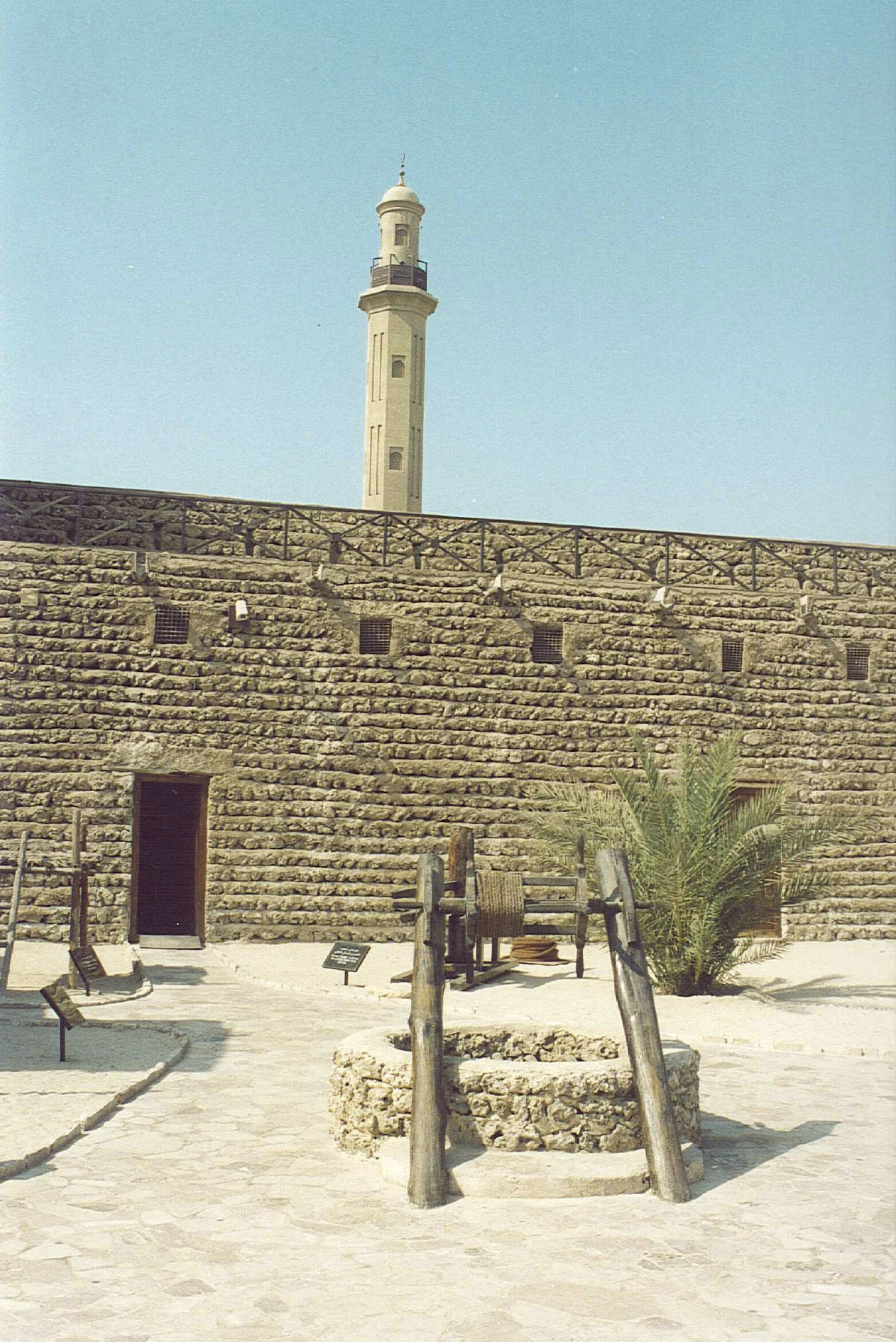
Al Fahidi Fort